# Neochevalierodendron stephanii
Neochevalierodendron stephanii är en ärtväxtart som först beskrevs av Auguste Jean Baptiste Chevalier, och fick sitt nu gällande namn av J.Leonard. Neochevalierodendron stephanii ingår i släktet Neochevalierodendron och familjen ärtväxter. Inga underarter finns listade i Catalogue of Life.